# Saksoński Dzień Europy Środkowej i Wschodniej
Saksoński Dzień Europy Środkowej i Wschodniej (niem. Sächsischer Mittel- und Osteuropatag) został zainicjowany w 2004 r. przez Centrum Kompetencyjne do spraw Europy Środkowej i Wschodniej w Lipsku (Kompetenzzentrum Mittel- und Osteuropa Leipzig e.V., KOMOEL) pod kierownictwem prof. dr Stefana Troebsta, którego celem było stworzenie sieci saksońskich ośrodków badawczych i naukowych, jak również partnerów z Europy Środkowej i Wschodniej. Zamiarem lipskiego centrum KOMOEL jest promowanie badań naukowych związanych z Europą Wschodnią prowadzonych na uczelniach wyższych, jak i w pozauniwersyteckich ośrodkach badawczych oraz wspomaganie współpracy przedsiębiorstw i organizacji kulturalnych z Europą Środkową i Wschodnią.
W trakcie spotkań w Lipsku (2004), Chemnitz (2005), Dreźnie (2006), Freibergu (2007), Görlitz-Zgorzelcu (2008), Ústí nad Labem (2009) i w Zwickau (2010) wykształciło się forum ponadgranicznej wymiany doświadczeń między instytucjami niemieckimi a środkowo- i wschodnioeuropejskimi. 